# Chlorophytum pusillum
Chlorophytum pusillum là một loài thực vật có hoa trong họ Măng tây. Loài này được Schweinf. ex Baker mô tả khoa học đầu tiên năm 1878.